# Літинська виправна колонія № 123
 Літинська виправна колонія №123  — виправна колонія управління Державного департаменту України з питань виконання покарань у Вінницькій області.

## Історія колонії
Колонія створена на базі Літинського лікувально-трудового профілакторію. У 1966 р. указом Президії Верховної Ради СРСР встановлено утворення закладів для примусового лікування хронічних алкоголіків на базі МОГП. У 1967 р. обласна рада вирішила питання про передачу з балансу Прикарпатського військового округу на баланс УВС області зруйнованого війною військового містечка в смт. Літині, де було започатковано ЛТП. До 1970 р. було зроблено тимчасову огорожу по периметру зони, побудовано два гуртожитки на 500 чоловік, зроблені тимчасові споруди виробничої зони, розпочато будівництво основної цегляної огорожі по периметру зони, започатковуються елементи режимних вимог.
З 1980 р. починається період інтенсивного розвитку бази власного промислового виробництва. Побудовані основні промислові приміщення. Підприємство посідає чільне місце в районі по металообробці.
За рахунок прибутків будуються приміщення жилої зони ЛТП (гуртожиток, їдальня, банно-пральний комплекс, лікарня). Побудовано два житлові будинки для співробітників. Розвинуто підсобне господарство. Збудовано господарські приміщення. За активної допомоги установи побудовано споруди в обласному центрі та районах області.

## Сучасний стан
Наказом ДДУПВП №22 від 03.02.2001 р. розпочато перепрофілювання ЛТП у виправну колонію посиленого режиму утримання. Проведена об'ємна робота по перебудові об'єктів колонії і відтворенні всіх елементів вимог до колонії подібного типу. Було збудовано локальні дільниці в житловій та промисловій зонах, спостережні вежі, вартове приміщення, переобладнано КПП, приміщення ДІЗО, ПКТ, медчастини, добудовано основну, загороджувальну та маскувальну огорожі. Вагомий вклад для перебудови колонії здійснили співробітники установи. 18 лютого 2002 р. ДДУПВП був затверджений Акт про прийняття в експлуатацію Літинської виправної колонії.
З 1 січня 2004 р. Літинська виправна колонія відноситься до середнього рівня безпеки (для тримання чоловіків, уперше засуджених до позбавлення волі на певний строк). На виконання вимог кримінально-виконавчого законодавства в установі впродовж 2004-2005 рр. силами співробітників установи створюється дільниця соціальної реабілітації, навчально-консультаційний пункт, розпочато будівництво розплідника для службових собак, газифікацію установи.
У різні роки установу очолювали А. Г. Пшеничнюк, Л. Г. Лабай, М. С. Швець, С. X. Павленко, І. Н. Дикий, П. М. Печенюк, О. П. Брилянт.
На даний час її очолює М. П.Кліщук.

## Адреса
22300 смт. Літин Вінницької області